# De Laurentiis Entertainment Group
De Laurentiis Entertainment Group (DEG) foi uma produtora de entretenimento e estúdio de distribuição fundada pelo produtor italiano Dino De Laurentiis. A empresa é notável por produzir Manhunter, Blue Velvet, os filmes de terror Near Dark e Evil Dead II, King Kong Lives e Bill & Ted's Excellent Adventure, bem como distribuir The Transformers: The Movie.
Os principais estúdios da empresa estavam localizados em Wilmington, Carolina do Norte, que hoje é EUE/Screen Gems Studios. Os primeiros lançamentos do estúdio foram em 1986. Ele faliu dois anos depois, depois que Million Dollar Mystery, entre outros filmes, fracassou nas bilheterias. Carolco Pictures adquiriu a DEG em 1989.

## História
Em 1983, Dino De Laurentiis produziu Firestarter em Wilmington. O governador da Carolina do Norte, Jim Hunt, afirmou que as filmagens aumentaram a atividade econômica no estado. Hunt usou incentivos e empréstimos para permitir que De Laurentiis comprasse um armazém local para convertê-lo em estúdio. No início de 1984, De Laurentiis fundou a North Carolina Film Corporation, com Martha Schumacher como presidente.
Em 1985, a DEG adquiriu a Embassy Pictures da The Coca-Cola Company, permitindo a distribuição na América do Norte do novo produto de De Laurentiis. Dino De Laurentiis continuou a pré-venda de seus filmes para distribuição no exterior, como fazia no passado. Em maio de 1986, De Laurentiis abriu o capital da DEG, levantando US$ 240 milhões no processo. No mês seguinte, a primeira série de filmes do DEG foi lançada. Em 1986, De Laurentiis formou uma subsidiária australiana, De Laurentiis Entertainment Limited (DEL), que construiu um estúdio na Gold Coast. Embora De Laurentiis afirmasse que a empresa faria filmes no mesmo nível dos grandes estúdios, a maior parte da lista da DEG consistia em filmes orçados em US$ 10 milhões ou menos, abaixo do padrão da indústria de US$ 14-16 milhões, com as notáveis exceções de King Kong Lives e Tai-Pan, os únicos filmes de estúdio financiados pelo DEG. Também naquele ano, a DEG firmou uma parceria estratégica com os produtores Fred Silverman e Gordon Farr para lançar a tira sindicalizada Honeymoon Hotel, com a promessa de exibi-la por 100 episódios, e um novo veículo estrelado por Isabel Sanford. Mais tarde naquele ano, a DEG também financiou outra tira distribuída com Silverman e Farr para criar California Girls, com a Viacom Enterprises servindo como distribuidora da série.
Em agosto de 1987, a DEG tinha uma dívida de US$ 16,5 milhões, citando os fracassos de bilheteria e/ou decepções de seu produto. Dino De Laurentiis recusou ofertas de venda da empresa porque queria manter o controle acionário. Na mesma época, a filha de De Laurentiis, Raffaella, deixou o cargo de presidente de produção da DEG. Em 1988, Dino De Laurentiis, que fundou a empresa, deixou o estúdio em meio ao fracasso de tais filmes e formou uma empresa sucessora, Dino de Laurentiis Communications.
O estúdio de De Laurentiis na Carolina do Norte seria vendido pela Carolco Pictures e o estúdio Gold Coast seria adquirido pela Village Roadshow, cuja estratégia pretendida se tornou a base para a linha Silver Series da Village Roadshow, e parte da força de trabalho juntou-se à recém-formada Village Roadshow Pictures.
A biblioteca De Laurentiis é atualmente propriedade da StudioCanal através da aquisição da biblioteca Paravision International; com algumas exceções. Os filmes distribuídos pela United Artists agora são propriedade da Metro-Goldwyn-Mayer, enquanto os filmes da HBO Pictures são propriedade da Warner Bros. Os direitos de vídeo doméstico norte-americanos para muitos de seus filmes são divididos entre a MGM Home Entertainment (para a biblioteca da Embassy via PolyGram) e a Lionsgate Films (para o restante). My Little Pony: The Movie e The Transformers: The Movie agora são propriedade da Hasbro após obter os direitos da Sunbow Entertainment (junto com todas as outras séries animadas baseadas em propriedades da Hasbro).